# Wüsting
Wüsting ist eine ehemalige Gemeinde, die heute den Westteil der Einheitsgemeinde Hude (Oldenburg) im niedersächsischen Landkreis Oldenburg bildet.

## Geografie

### Lage
Die Ortsmitte von Wüsting liegt im Bereich des Bahnhofs rund acht Kilometer östlich von Oldenburg – gemessen in Luftlinie von der Stadtmitte aus. Hude als Hauptort der Gemeinde ist neben der nähergelegenen Stadt Oldenburg auch Grundzentrum für Wüsting, die nächstgelegenen Mittelzentren sind Delmenhorst im Osten, Brake und Rastede im Norden und Nordwesten sowie Wildeshausen im Süden. Wichtigste Oberzentren für Wüsting sind die Großstädte Oldenburg und Bremen.

### Gliederung
1. Grummersort
2. Hemmelsberg
3. Holle
4. Holler-Neuenwege
5. Oberhausen
6. Tweelbäke (Ostteil)
7. Wraggenort

## Geschichte
Der Ursprung Wüstings ist die frühere Gemeinde Holle, die 1277 erstmals urkundlich erwähnt wurde. Im Jahre 1404 ist in historischen Urkunden vom Wosteland die Rede, das aus Holle und Oberhausen bestand. 1577 wird die Vogtei Wüstenland mit den Kirchspielen Holle und Neuenhuntorf an die Grafschaft Oldenburg abgetreten.
1867 wurde die Bahnstrecke Bremen–Oldenburg eröffnet, an der Wüsting einen Bahnhof erhielt. Dieser wurde 1978 für den Personenverkehr geschlossen und im Dezember 2006 wiedereröffnet.
Schulen gab es in der Gemeinde seit 1617 (Neubau 1909) in Holle, seit 1681 in Oberhausen und seit 1654 in Wüsting. Von 1954 bis 1969 besuchten die Holler und Oberhausener Kinder die Schule Wöschenland. Seit 1969 hat die Schule in Wüsting als Mittelpunktschule ihre heutige Größe mit der Sporthalle. 1980 kamen Außensportanlagen, die 1992 erweitert wurden, hinzu. 1980 wurde auch der Kindergarten in Wüsting eröffnet.
Die älteste Wüstinger Kirche ist die um 1200 entstandene, heute evangelische Dionyskirche in Holle. 1956 wurden die evangelische Heilig-Geist-Kapelle in Wüsting und im Jahre 1962 die katholische Kapelle am Klosterkiel errichtet. Ein erstes Feuerwehrhaus wurde 1933 errichtet. Nach einer zwischenzeitlichen Erweiterung des alten Feuerwehrhauses im Jahre 1963 wurde 1992 ein Neubau eingeweiht. 1948 entstand das Rathaus der Gemeinde Wüsting.

### Eingemeindungen
1933 erfolgt ein erster Zusammenschluss mit der Gemeinde Hude (ohne Kirchkimmen), der 1948 wieder aufgelöst wurde. Die wieder selbständige Gemeinde hieß zunächst Holle, ab 1949 Wüsting.
Zur Gebietsreform in Niedersachsen wurde die zuvor selbständige Gemeinde Wüsting am 1. Juli 1972 erneut in die Gemeinde Hude (Oldenburg) eingemeindet.

### Einwohnerentwicklung
| Jahr      | 1910   | 1950  | 1956  | 1972 |
| --------- | ------ | ----- | ----- | ---- |
| Einwohner | 1448 ¹ | 2760  | 2343  | 2340 |
| Quelle    | [ 3 ]  | [ 1 ] | [ 1 ] |      |

¹ unter dem Gemeindenamen Holle
|  |

## Politik

### Gemeinderat und Bürgermeister
Auf kommunaler Ebene wird Wüsting vom Gemeinderat aus Hude (Oldenburg) vertreten.

### Wappen
Der Entwurf des ehemaligen Kommunalwappens der Gemeinde Wüsting stammt von dem Niedersächsischen Staatsarchiv in Oldenburg. Das Wappen wurde am 30. Juni 1949 vom Niedersächsischen Minister des Innern genehmigt. Die abgebildete Wappenzeichnung stammt von dem Heraldiker Manfred Furchert.
| Wappen von Wüsting | Blasonierung: „In Silber über blauem Schildfuß, der mit zwei silbernen Wellen durchzogen ist, eine rote Bockwindmühle mit schwarzen Flügeln und goldenen Windruten.“ |
| Wappen von Wüsting | Wappenbegründung: Die stilisierte rote Bockwindmühle symbolisiert die damaligen Schöpfmühlen, die das Landschaftsbild des Gemeindegebietes prägten. Holländische Siedler stellten diese markanten Mühlen auf und legten Entwässerungsgräben um ihre Felder an, da in den nassen Jahren das Binnenwasser der damaligen Vogtei Wüstenlande nicht abfloss. Diesen Umstand sollen die beiden silbernen Wellen auf blauem Grund andeuten. |

## Kultur und Sehenswürdigkeiten
Siehe auch Liste der Baudenkmale in Hude (Oldenburg)

### Höfe und Bauernhäuser
Bemerkenswert und denkmalgeschützt sind: Hofanlage Neuenweger Reihe 11, Wohn- und Wirtschaftsgebäude Bahnweg 3 und Wohn- und Wirtschaftsgebäude Hauptstraße 11

### Planetenweg
In Wüsting ist der Start (Sonne) eines Planetenlehrpfades, der in Hude (Pluto) endet. Der Lehrpfad ist im Maßstab 1:1 Mrd. angelegt und soll die Größenverhältnisse unseres Sonnensystems veranschaulichen und erlebbar machen. Die Weglänge beträgt etwa 6 km.

### Naturraum
Der Verlauf der Bahnstrecke Bremen-Oldenburg markiert in etwa den Verlauf der Grenze zwischen der Wesermarsch im Norden und der Wildeshauser Geest im Süden. Wüsting weist daher eine große Vielfalt an Kulturlandschaften auf. Sind es im Norden die Marschhufensiedlungen wie Holle und Oberhausen mit ihren Grünlandflächen und Wassergräben, die die Landschaft prägen, so findet man im Süden ausgedehnte, kultivierte Moorflächen wie in Tweelbäke oder auch typische Geestsiedlungen wie zum Beispiel Hemmelsberg.

### Regelmäßige Veranstaltungen
- Jährliche landwirtschaftliche Fach- und Verbrauchermesse Land Tage Nord

## Verkehr

### Autobahn und Landstraßen
Die Bundesautobahn 28 verläuft im Süden des früheren Gemeindegebietes und ist über nachgeordnete Straßen – insbesondere über die Kreisstraße 348 – zu erreichen. Nach Norden besteht über die Landesstraße 866 eine Verkehrsanbindung nach Berne und in die Wesermarsch.

### Eisenbahn
Die Eisenbahn erreichte Wüsting mit der Eröffnung der Bahnstrecke Oldenburg–Bremen am 15. Juli 1867. Diese 44,4 Kilometer lange Eisenbahnhauptstrecke wurde als gemeinsames Projekt des Großherzogtums Oldenburg und Königreichs Preußen realisiert und stellte eine wichtige Verbindung im norddeutschen Schienennetz dar. Der erste Spatenstich für die Verbindung Oldenburg–Bremen erfolgte bereits am 7. Juni 1865 im Drielaker Moor, womit die Bauarbeiten etwa zwei Jahre vor der Streckeneröffnung begannen.
Wüsting erhielt bei der Streckeneröffnung einen eigenen Bahnhof, der bei Streckenkilometer 8,20 der Hauptbahn Oldenburg–Bremen lag. Das bereits auf Bahnhofshöhe gestandene Haus wurde zum Bahnhofsgebäude umgebaut und im Laufe der Jahre mehrfach erweitert. Die Gleise wurden in der für die damalige Zeit üblichen Spurweite von 1,436 Metern (entsprechend der englischen Kutschenbreite) angelegt. Zunächst war die Bahnstrecke Oldenburg–Bremen eingleisig, erst ab 1904 erfolgte der zweigleisige Ausbau.
Das ursprüngliche Bahnhofsgebäude in Wüsting war ein typisches Empfangsgebäude der Großherzoglich Oldenburgischen Staatseisenbahnen aus der Erbauungszeit um 1867. Es verfügte über einen Warte- und Schalterraum, wobei an der Wand noch Spuren des früheren Durchbruchs für den Fahrkartenverkauf erkennbar waren. Im Obergeschoss des Gebäudes befanden sich ursprünglich Wohnungen für das Dienstpersonal. 1881 kamen Güterräume zum ursprünglichen Gebäude hinzu. Die technische Ausstattung des Bahnhofs wurde sukzessive modernisiert. 1890 erhielt der Bahnhof eine Zentralweichenstellung, die 1943 durch eine elektromechanische Stellwerksanlage, die noch heute in Betrieb ist. 1909 wurde das Empfangsgebäude nochmals erweitert.
Der Bahnhof Wüsting war über Jahrzehnte eine wichtige Station im Regionalverkehr. Jedoch wurde er am 21. Mai 1977 kurz vor 23 Uhr für den Personenverkehr geschlossen. Fast drei Jahrzehnte lang fuhren die Züge ohne Halt durch Wüsting hindurch. Nach langjährigen Bemühungen des örtlichen Bürgervereins und der Kommunalpolitik wurde der Bahnhof im Dezember 2006 wiedereröffnet. Die Kosten für den Bau der neuen Bahnsteiganlagen beliefen sich auf rund 1,4 Millionen Euro aus dem Investitionsprogramm „Niedersachsen ist am Zug!“
Seit der Wiedereröffnung wird Wüsting von der Regio-S-Bahn Bremen/Niedersachsen bedient, konkret von der Linie RS 3 der NordWestBahn. Diese Linie verbindet Bahnhof Wüsting mit Bremen Hauptbahnhof, Oldenburg (Oldenburg) Hauptbahnhof und seit 2024 auch wieder durchgehend mit Bahnhof Wilhelmshaven. Der heutige Bahnhof verfügt über zwei Gleise und gehört zur Preisklasse 6. Die Fahrtzeit von Wüsting nach Oldenburg beträgt etwa 8, nach Bremen etwa 32 Minuten. Der Bahnhof wird stündlich bedient und ist ein wichtiger Verkehrsknotenpunkt für die Gemeinde Hude geworden.
| Linie | Verlauf | Takt   | Betreiber    |
| ----- | --- | ------ | ------------ |
| RS 3  | Bremen Hbf – Bremen-Neustadt – Heidkrug – Delmenhorst – Hoykenkamp – Schierbrok – Bookholzberg – Hude – Wüsting – Oldenburg (Oldb) Hbf (– Oldenburg-Wechloy – Bad Zwischenahn) (einzelne Züge in Tagesrandlage) Stand: Fahrplanwechsel Dezember 2023 | 60 min | NordWestBahn |

## Persönlichkeiten
Personen, die mit dem Ort in Verbindung stehen
- Herbert Glaeser (1899–1958), Politiker (BHE) und Abgeordneter des Niedersächsischen Landtages, starb in Wüsting
- Horst Bösing (* 1954), Komponist und Musikproduzent, lebte von 1983 bis 1984 in Wüsting